# Rabdornis capbrú
El rabdornis capbrú
(Rhabdornis inornatus) és una espècie d'ocell de la família dels estúrnids (Sturnidae). És endèmic dels sectors sud i est de l'arxipèlag de les Filipines. Habita els boscos tropicals i subtropicals de frondoses humits de les terres baixes. El seu estat de conservació es considera de risc mínim.